# الشيخ عتمان (الحوامدية)
قرية الشيخ عتمان هي إحدى القرى التابعة لمدينة الحوامدية في محافظة الجيزة في جمهورية مصر العربية. حسب إحصاءات سنة 2006، بلغ إجمالي السكان في الشيخ عتمان 8351 نسمة، منهم 4369 رجل و3982 امرأة.